# 佩皮尼昂主教座堂

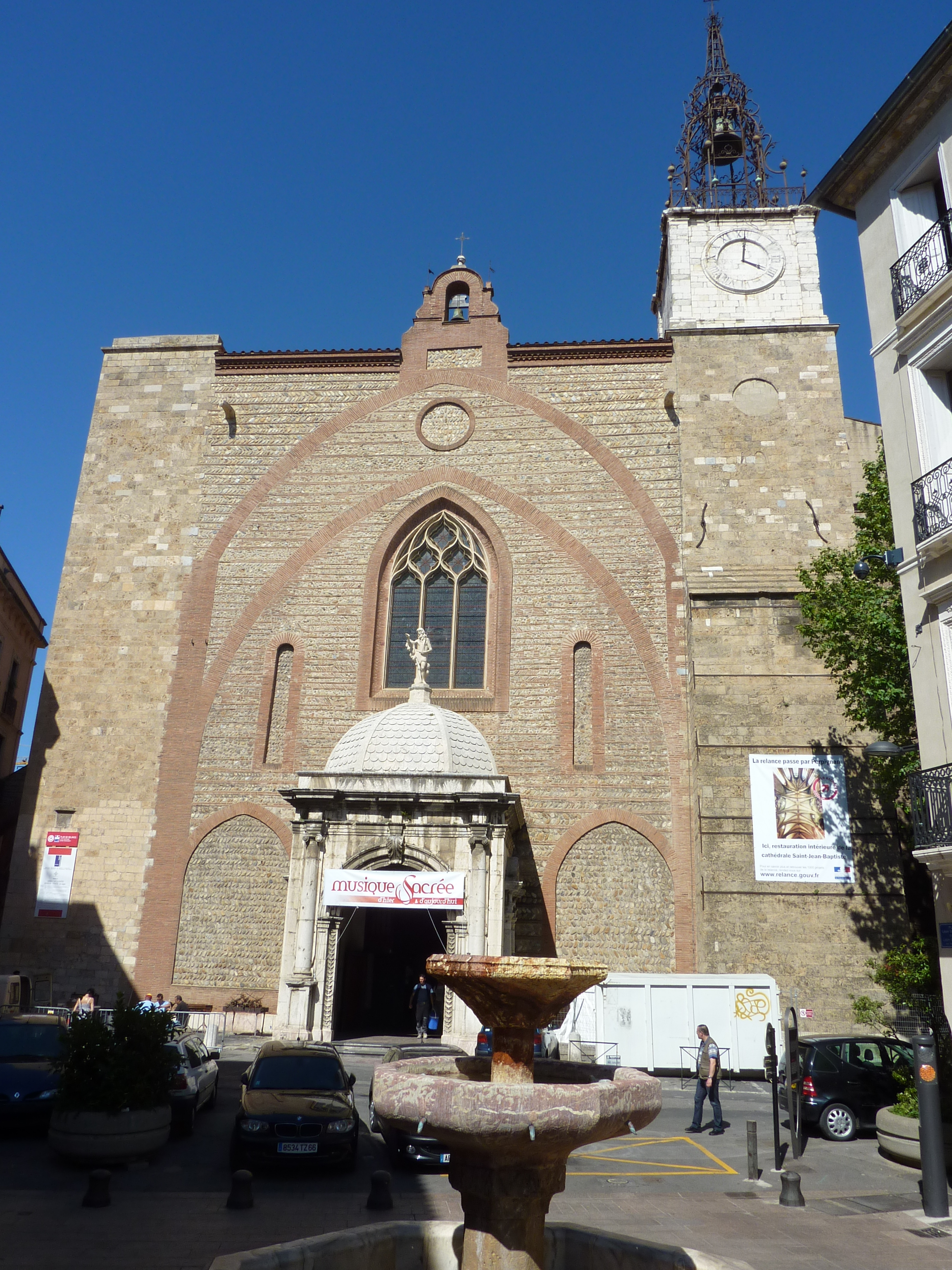
佩皮尼昂主教座堂

佩皮尼昂主教座堂（法語：Basilique-Cathédrale de Saint-Jean-Baptiste de Perpignan) 是位於法國南部城市佩皮尼昂的一座羅馬天主教的主教座堂。佩皮尼昂主教座堂也是法國的國家紀念建築。教堂始建於1324年。